# Laškov
Laškov – gmina w Czechach, w powiecie Prościejów, w kraju ołomunieckim. Według danych z dnia 1 stycznia 2012 liczyła 570 mieszkańców.
Dzieli się na cztery części:
- Laškov
- Dvorek
- Kandia
- Krakovec